# Мирный (Иркутская область)
Ми́рный — село в Тайшетском районе Иркутской области России. Административный центр Мирнинского муниципального образования.

## География
Находится примерно в 107 км к северу от районного центра города Тайшет.

## Население
| 2002 | 2010 | 2011 | 2012 |
| ---- | ---- | ---- | ---- |
| 1100 | ↘995 | ↘991 | ↘954 |

### Половой состав
По данным Всероссийской переписи, в 2010 году в селе проживало 995 человек (489 мужчин и 506 женщин).